# Lliga dels Pirineus d'handbol femenina 2007
Edició de la VIII Lliga dels Pirineus d'handbol femenina de l'any 2007.
La competició es disputà a Bouillargues el desembre del 2007.

## Resultats
|  | VIII Lliga dels Pirineus femenina • Bouillargues - 2007 |

|  | Semifinals            | Semifinals   |    |            | Final                 | Final |
|  |                       |              |    |            |                       |       |
|  |                       |              |    |            |                       |       |
|  | HB Cercle Nîmes       | 27           |    |            |                       |       |
|  | CH Amposta            | 24           |    |            |                       |       |
|  |                       |              |    |            |                       |       |
|  |                       |              |    |            |                       |       |
|  |                       |              |    |            | HB Cercle Nîmes       | 26    |
|  |                       | Bouillargues | 22 |            |                       |       |
|  |                       |              |    |            |                       |       |
|  |                       |              |    |            |                       |       |
|  |                       |              |    |            | Tercer lloc           |       |
|  |                       |              |    |            |                       |       |
|  | Bouillargues          | 29           |    | CH Amposta | 30                    |       |
|  | Associació Lleidatana | 24           |    |            | Associació Lleidatana | 34    |

## Classificació final
| Classificació final | Classificació final   |
| ------------------- | --------------------- |
| 1r                  | HB Cercle Nîmes       |
| 2n                  | Sun AL Bouillargues   |
| 3r                  | Associació Lleidatana |
| 4t                  | CH Amposta            |